# Bacillskräck

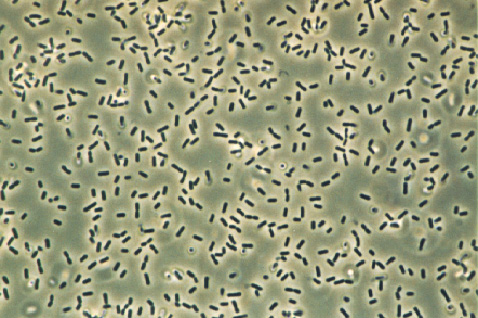
Bakterier ur Bacillussläktet, som även gett oss det vardagliga begreppet baciller.

Bacillskräck, (även bakteriofobi, bacillofobi) är en stark och irrationell rädsla för de patogener, bakterier och andra mikrorganismer som kan orsaka smitta.
Bacill är en vardaglig benämning på bakterier och virus. Den mer kliniska termen för bacillskräck är bakteriofobi.
Rädslan kan hos vissa orsaka tvångshandlingar, såsom tvångsmässig tvättning och överdriven renlighet.
En mer allmän term är mysofobi som även inbegriper rädsla för smuts och orenhet.